# Sabot de Vénus
Cypripedium calceolus
Pour les articles homonymes, voir Sabot de Vénus (homonymie) et Vénus.
Espèce
Statut de conservation UICN

 LC  : Préoccupation mineure
Statut CITES
Classification phylogénétique
Le sabot de Vénus, ou sabot de Vénus d'Europe (Cypripedium calceolus), est une espèce de plantes à fleurs de la famille des Orchidacées, de la sous-famille des Cypripedioideae et du genre Cypripedium, qui se rencontre sur des sols alcalins. Il est parfois appelé sabot de la Vierge ou soulier de Notre-Dame.

## Description
C'est une plante herbacée vivace. Comme toutes les cypripédiacées, cette orchidée possède deux étamines et trois stigmates fertiles.
Le sabot de Vénus pousse fréquemment en petites touffes de 2 à 6 tiges partageant un système racinaire commun.
La tige dressée qui atteint 15 à 60 cm de haut se caractérise par des gaines à la base. La tige simple porte habituellement de trois à cinq feuilles alternes de forme large-ovale dont la nervation parallèle est bien marquée, pouvant donner lieu à confusion avant floraison avec la Grande gentiane ou le vérâtre. Les feuilles vert clair qui embrassent la tige pubescente et un peu courbée, sont couvertes de petits poils sur leur partie inférieure.
Le sabot de Vénus développe des fleurs hermaphrodites et zygomorphes. Généralement cette espèce ne produit qu'une à deux fleurs par individu, très rarement quelques spécimens à trois fleurs. Les fleurs se forment à l’aisselle de bractées et sont portées par un pédoncule pubescent.
Chaque fleur possède trois sépales et trois pétales. Les sépales, longs de 5 cm sont de forme lancéolée. Leur couleur varie entre brun rouge et brun chocolat. Les deux sépales latéraux sont soudés et pointent vers le bas sous le labelle tandis que le sépale central qui s'étend verticalement vers le haut prend la position opposée. Deux pétales assez étroits et souvent un peu torsés, sont de même couleur et forme que les sépales. Ceux-là sont disposés des deux côtés et entourent — bien écartés tout comme les sépales — le sabot jaune. Celui-ci naît par une transformation du troisième pétale, le labelle. Il est en forme de sabot ventru de couleur jaune paille parsemé de taches brunes et atteint une longueur de 4 cm. La fleur du sabot de Vénus compte parmi les fleurs les plus grandes de la flore d'Europe occidentale, et possède la fleur la plus grande parmi les orchidées européennes.
Son fruit est une capsule à déhiscence par fentes paraplacentaires, restant parfois jusqu'à l'été suivant sur la tige séchée.

## Floraison
Le sabot de Vénus fleurit de mai à juillet.

## Aire de répartition
Europe : France (surtout dans les Alpes, plus rarement Jura, Côte d'Or, Pyrénées, Massif Central) et presque tous les autres pays d’Europe; Amérique du Nord, Sibérie et Asie.

## Conservation
C'est la seule orchidée de la sous-famille des Cypripedioideae en Europe.

### France
Au niveau national, cette espèce est inscrite sur la liste rouge des espèces menacées, avec le statut "quasi menacé" (NT).
Elle est également protégée sur le territoire national, car inscrite à l'annexe 1 de la Liste des espèces végétales protégées sur l'ensemble du territoire français métropolitain.

### Europe
Au niveau européen, cette espèce est inscrite sur la liste rouge des espèces menacées, avec le statut "quasi menacé" (NT).
Elle est également réglementée par les statuts suivants:
- Directive Habitat-Faune-Flore 92/43/CEE, Annexes II et IV[4]
- Convention de Berne, Annexe I[5]

Articles connexes:
- Liste des espèces végétales protégées sur l'ensemble du territoire français métropolitain
- Espèces végétales légalement protégées en Belgique
- Liste rouge des plantes de Suisse

## Galerie

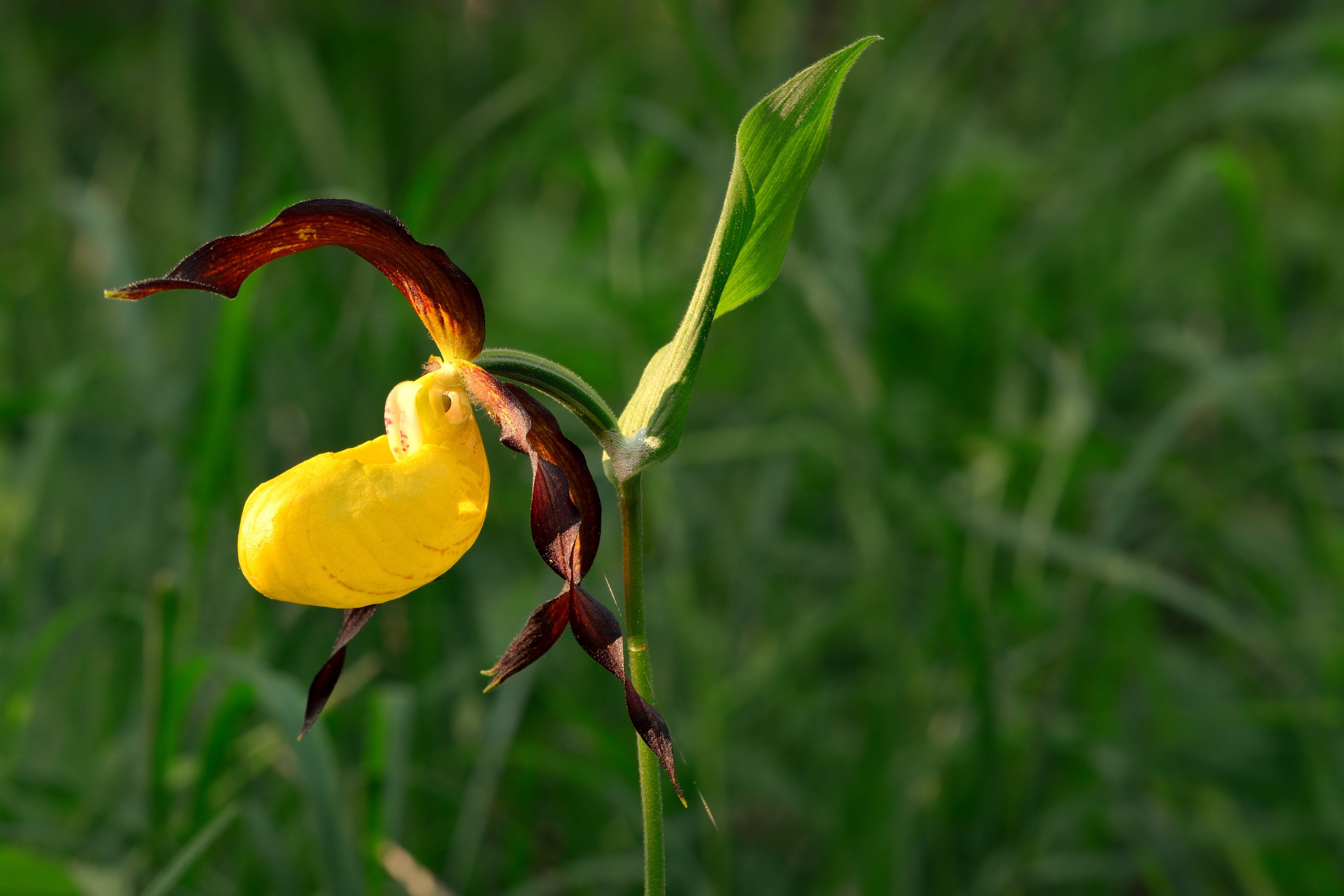
Fleur.
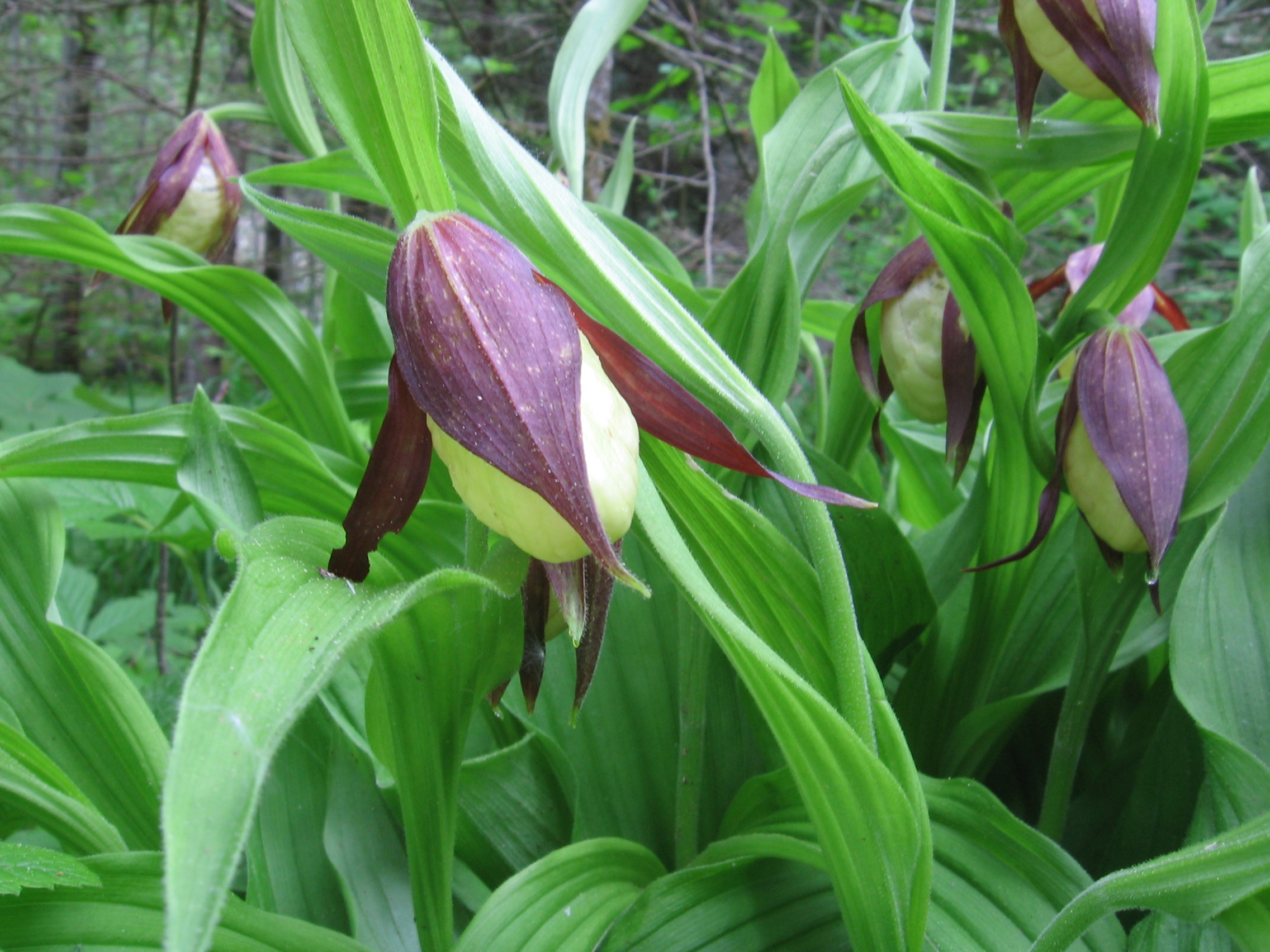
Une fleur avant l'éclosion.
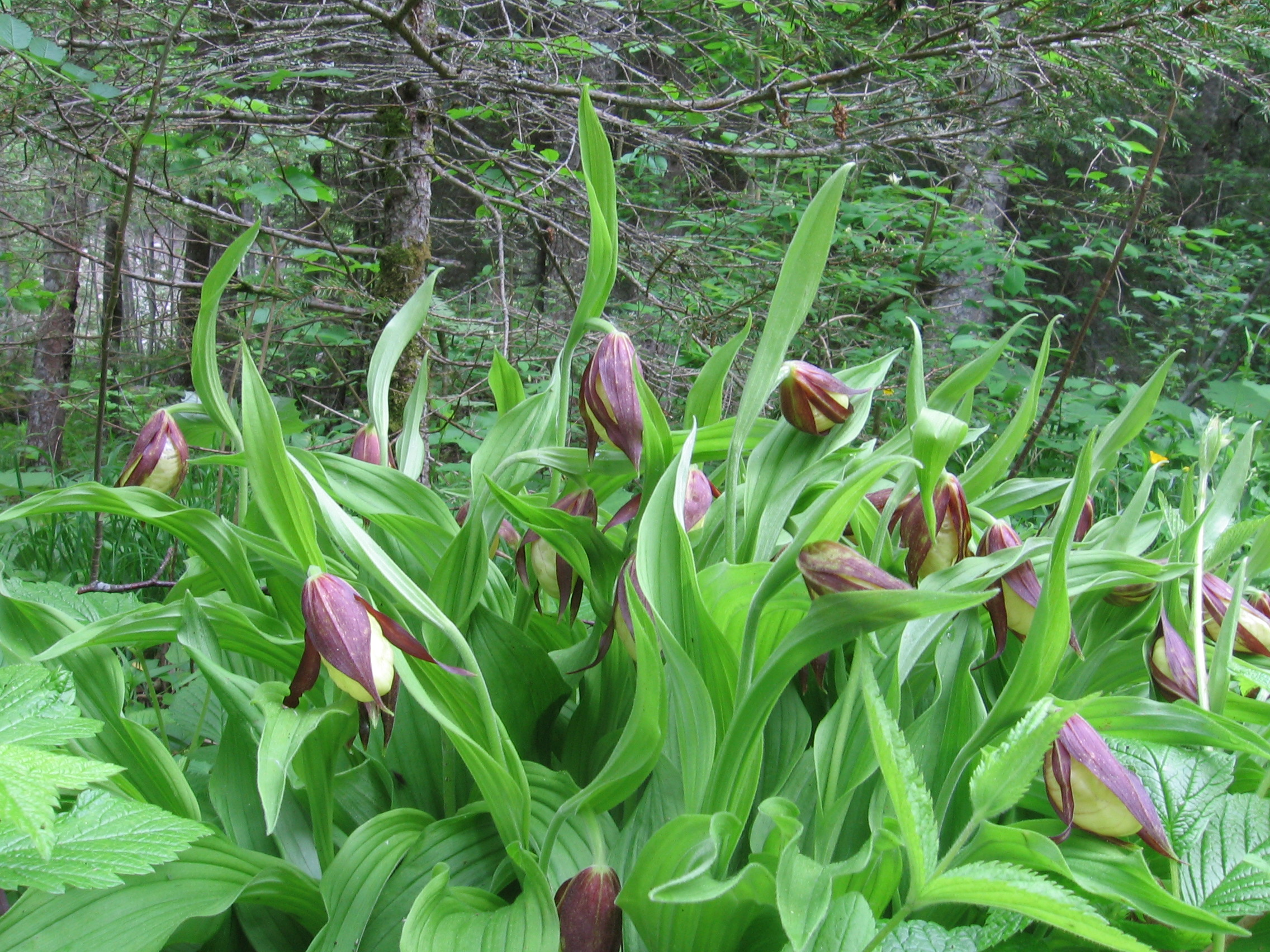
Touffe de Sabots de Vénus avant l'éclosion.
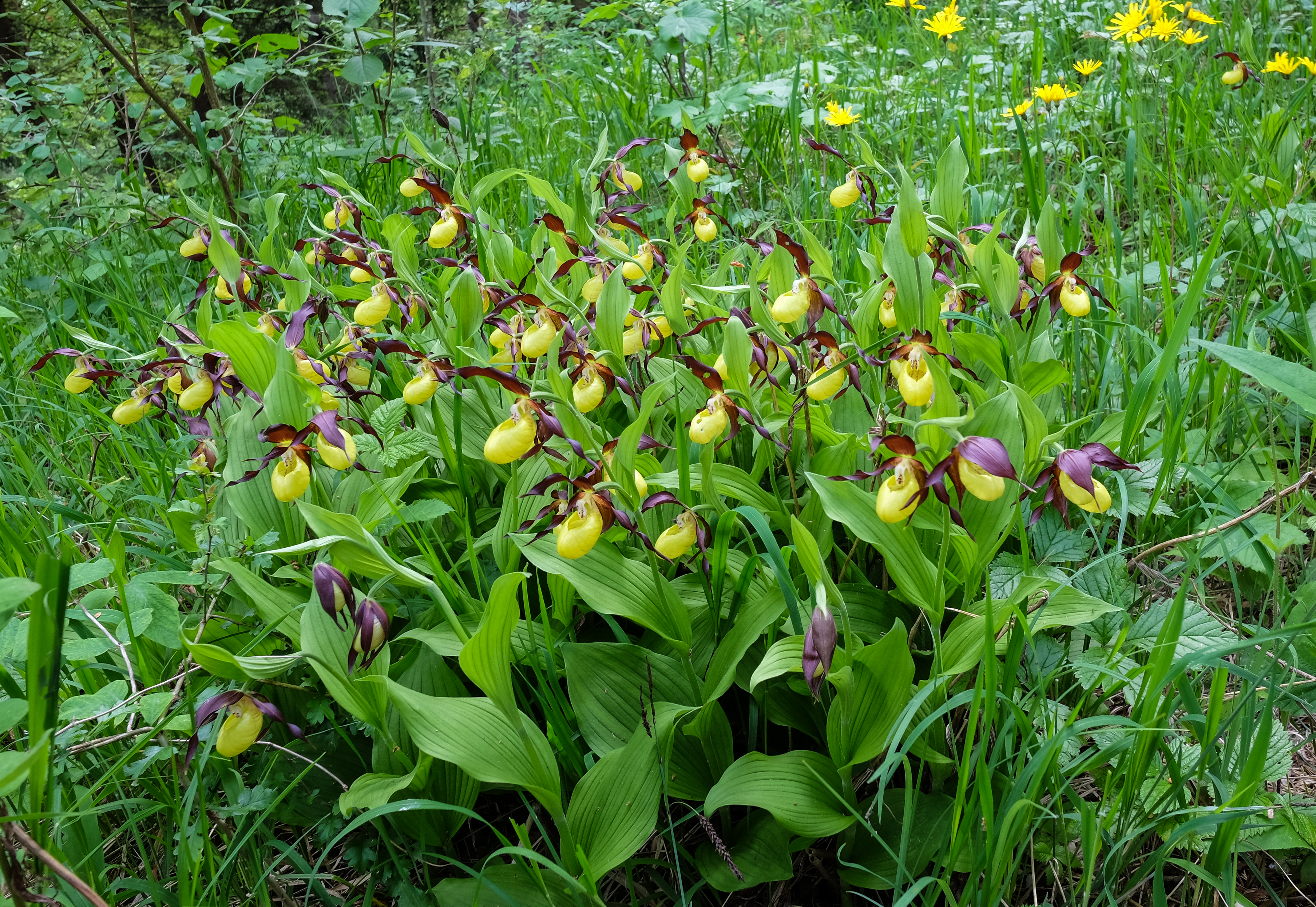
Touffe de Sabots de Vénus.
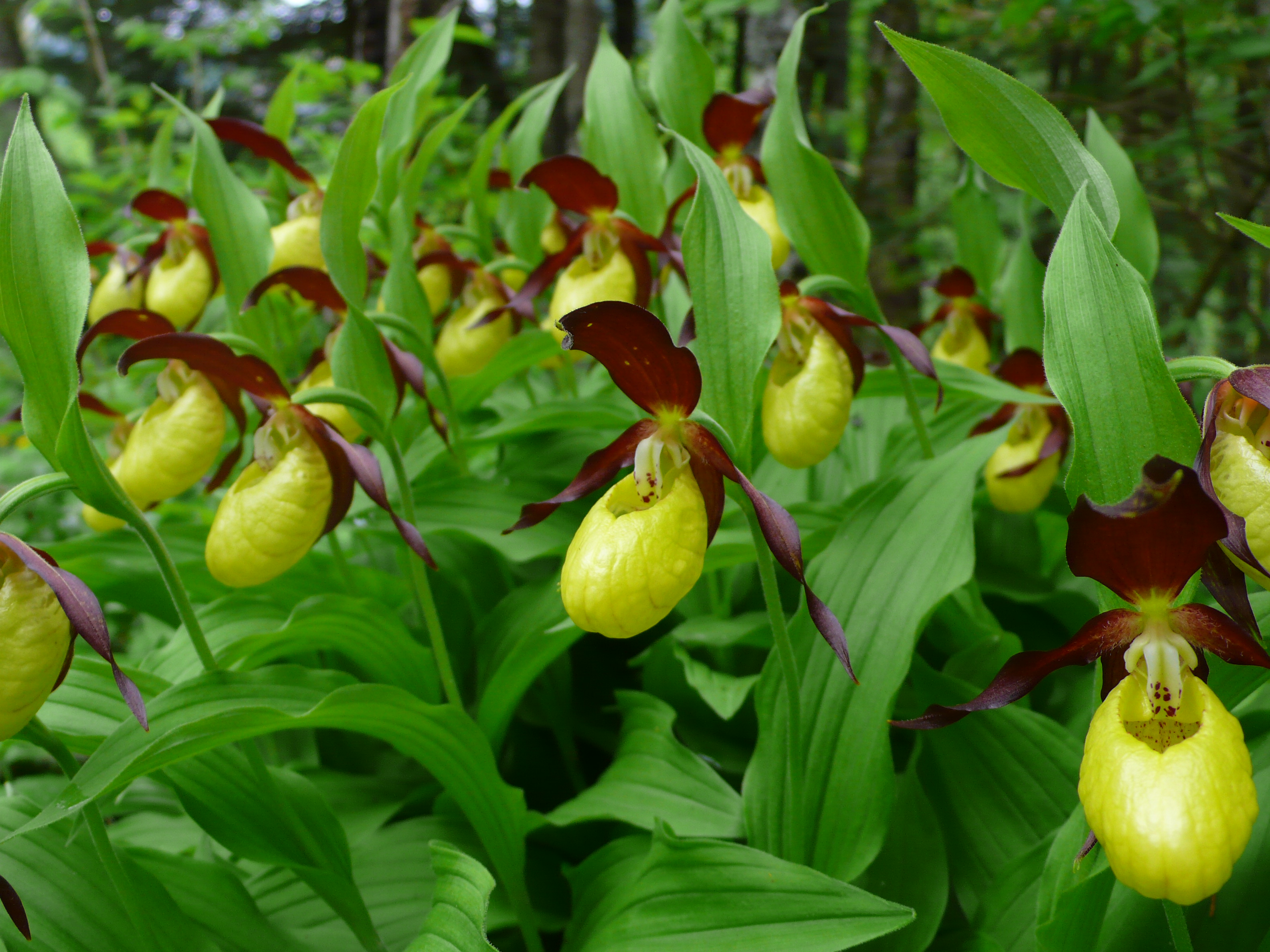
Fleurs.
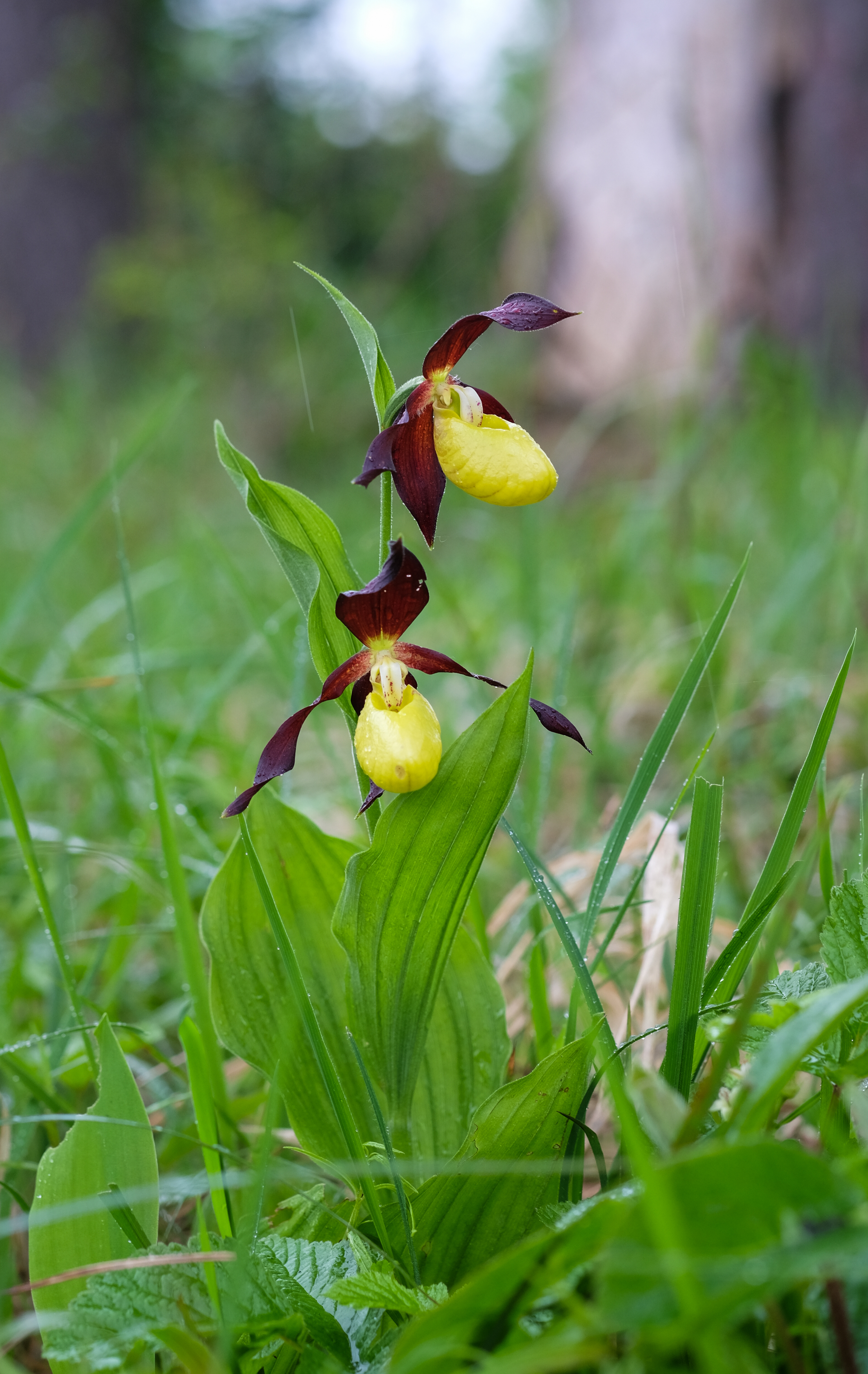
La fleur de Sabot de Vénus.
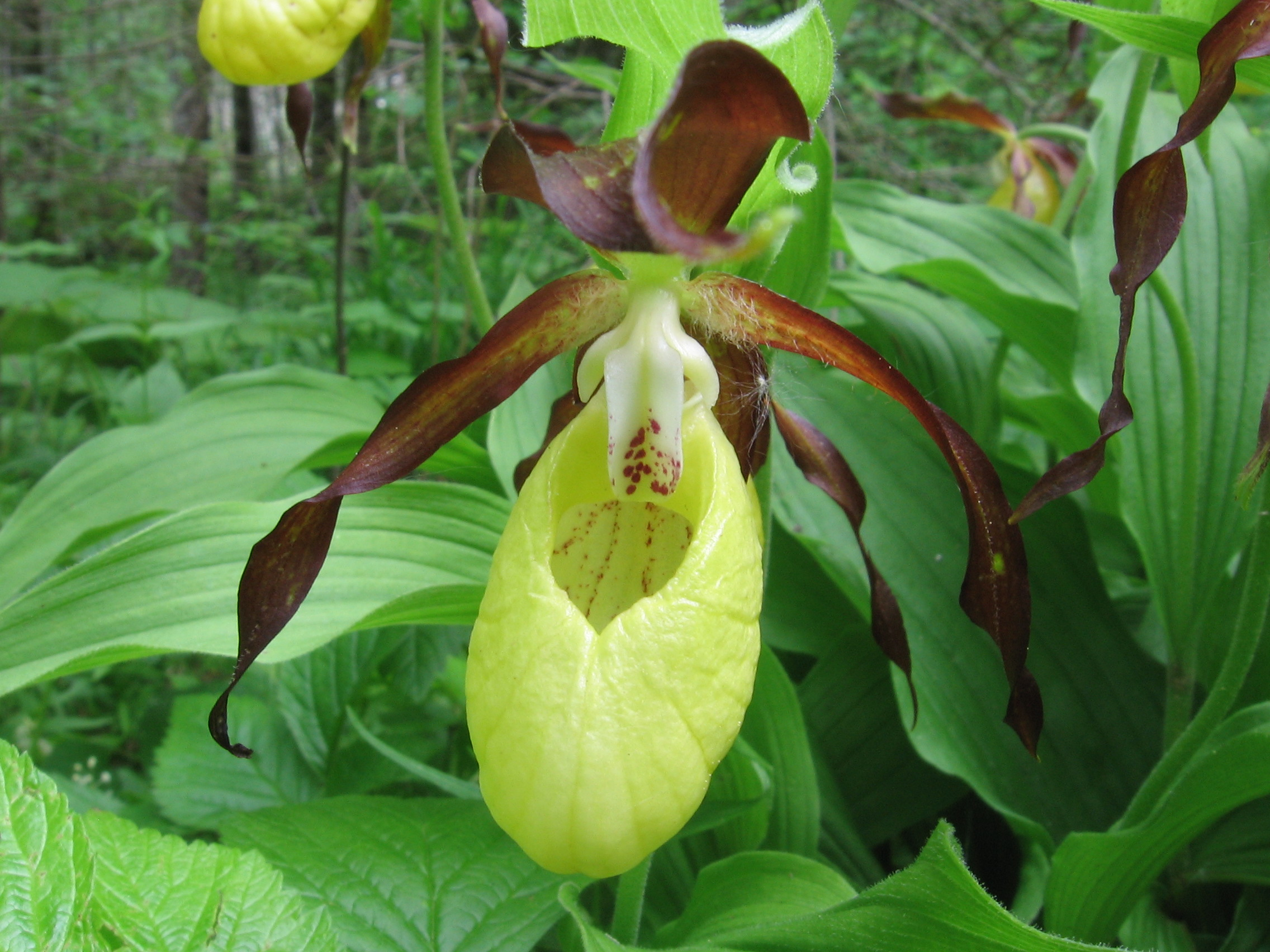
Gros plan sur une fleur éclose.